# Campephilus robustus
El picamaderos robusto, o carpintero grande (Campephilus robustus) es una especie de ave de la familia de los pájaros carpinteros. Habita en Brasil, Paraguay y Argentina, en zonas de bosques y capueras.
Esta especie mide alrededor de 31 cm de longitud. Recuerda en aspecto al carpintero garganta negra (Campephilus melanoleucos) y al carpintero lomo blanco (Campephilus leucopogon). Comparte con estas dos especies el iris amarillo y el pico fuerte, recto y agudo, de color marfil. 
Posee un gran capuchón rojo que sigue hasta el pecho y un triángulo color crema en la espalda, que continúa en una rabadilla acanelada. Tiene el pecho y el vientre barrado de negro y ocráceo, con el ala ventral barrada de canela. 
La hembra presenta la frente negra y el malar color crema rodeado de negro.
Como muchas especies de Campephilus, se alimenta principalmente de larvas y escarabajos, anidan en árboles, poniendo varios huevos color blanco brillante.
Tiene una voz fuerte, y un ruidoso tamboreo algo más lento que otras especies.